# 1990年中国大陆
| 中国历史 / 中国历史年表 |
| 世紀： 19世纪中国 / 20世纪中国 / 21世纪中国 |
| 年代： 1960年代中国大陆 / 1970年代中国大陆 / 1980年代中国大陆 / 1990年代中国大陆 / 2000年代中国大陆 / 2010年代中国大陆 / 2020年代中国大陆                     |
| 年份： 1986年中国大陆 / 1987年中国大陆 / 1988年中国大陆 / 1989年中国大陆 / 1990年中国大陆 / 1991年中国大陆 / 1992年中国大陆 / 1993年中国大陆 / 1994年中国大陆 |
| 纪年： 庚午年（马年）、中华人民共和国成立41周年 |

## 党和国家主要领导人
| 机构 | · 中国共产党 · 中央委员会 · 总书记 | · 中国共产党 · 中央军事委员会 · 主席 | 中华人民共和国主席   | 中华人民共和国国务院 总理 | 全国人民代表大会 常务委员会 委员长 | · 中国人民政治协商会议 · 全国委员会 · 主席 |
| ---- | ---------------------------------- | ------------------------------------ | -------------------- | ------------------------- | ---------------------------------- | ------------------------------------------ |
| 姓名 | 江泽民                             | 江泽民                               | 杨尚昆               | 李鹏                      | 万里                               | 李先念                                     |
| 民族 | 汉族                               | 汉族                                 | 汉族                 | 汉族                      | 汉族                               | 汉族                                       |
| 籍贯 | 江苏扬州                           | 江苏扬州                             | 四川遂宁县           | 四川庆符县                | 山东东平                           | 湖北黄安                                   |
| 逝世 | 2022年（95—96歲）                  | 2022年（95—96歲）                    | 1998年（90—91歲）    | 2019年（90—91歲）         | 2015年（98—99歲）                  | 1992年（82—83歲）                          |
| 任期 | 1989年6月－2002年11月              | 1989年11月－2004年9月                | 1988年4月－1993年3月 | 1987年11月－1998年3月     | 1988年4月－1993年3月               | 1988年4月－1992年6月                       |

## 大事記
- 1月4日－國務院在北京召開全國經濟體制改革工作會議。
- 1月10日－北京市宣佈取消自1989年5月20日實施的戒嚴令。
- 1月24日－安徽省安庆港区江面浓雾，“大庆407”油轮与安徽省池州行署东至县大渡口区杨桥乡杨套村“东至挂114”客渡轮相撞，80人死亡、32人失踪、“东至挂114”客渡轮沉没。
- 1月25日－青海省海北藏族自治州铁迈煤矿透水，15人死亡。
- 2月13日－香港特別行政區基本法起草委員會召開最後一次大會。
- 2月16日－大连重型机器厂计量处四楼会议室屋盖塌落，42人死亡，46人重伤，133人轻伤，直接经济损失300余万元。
- 3月12日－甘肃酒泉钢铁公司1号炼铁高炉崩塌，19人死亡，10人受伤。
- 4月4日－第七屆全國人民代表大會第三次會議通過《中華人民共和國香港特別行政區基本法》。
- 4月5日－巴仁乡暴乱
- 4月7日－中國首次成功發射商用人造衛星亚洲1号通信卫星。
- 4月18日－國務院總理李鵬在上海宣布，中共中央、國務院同意上海市加快浦東地區的開發。
- 5月8日－鸡西矿务局小恒山矿斜井皮带运输机起火，80人死亡，23人受伤。
- 6月23日－开封UFO残片事件
- 7月21日-907事件
- 8月22日－第十一屆亞運會火炬在北京天安門廣場點燃，展開以「亞運之光」為主題的火炬傳遞活動。
- 9月13日－由中外合營的惠州21-1油氣田投產，為中國在南海東部開採的第一個油田。
- 9月22日至10月7日，北京舉行亞運會，亦是中国首次承办亚运会。[1]
- 10月2日，中国广州市白云机场發生空难事故。一架由厦门起飞往广州的厦门航空公司波音737客机，起飞后被劫持，于广州上空盘旋一段时间后于白云机场紧急降落，在跑道降落滑行时冲出跑道，撞毁在停机坪上的中国西南航空公司的一部波音707客机及一架南方航空公司波音757客机，导致128人死亡，52人受伤，两架飞机被毁，一架飞机嚴重受损。[2]
- 10月3日－中華人民共和國正式與新加坡建立外交關係。
- 10月8日－中國內地第一間麥當勞餐廳在深圳開幕。
- 11月26日－中國人民銀行批准成立上海證券交易所。
- 12月3日－收錄5.6萬多個單字，共8卷，曾是中國歷史上最大的字典－《漢語大字典》出版最後一卷。
- 12月19日－上海證券交易所正式開業。

## 出生
- 11月25日：叮噹，本名張聖，配音員。